# Черторойка
Черторойка — река в России, протекает в Саратовской области. Устье реки находится в 27 км по правому берегу реки Карабулак. Длина реки составляет 20 км.

## Данные водного реестра
По данным государственного водного реестра России относится к Нижневолжскому бассейновому округу, водохозяйственный участок реки — Терешка от истока и до устья, речной подбассейн реки — подбассейн отсутствует. Речной бассейн реки — Волга от верховий Куйбышевского вдхр. до впадения в Каспий.
Код объекта в государственном водном реестре — 11010001912112100010721.